# Бизнесът на бъдещето
„Бизнесът на бъдещето“ (на английски: Screw Business As Usual) е книга на британския предприемач и филантроп сър Ричард Брансън.
В книгата Ричард Брансън дава съвети как може да бъде развит процъфтяващ бизнес, ангажиран да помага за разрешаването на сериозни и неотложни проблеми като гладната смърт и епидемиите в страните от Третия свят, глобалното затопляне, изсичането на вековни гори, замърсяването на околната среда и безработицата в световен мащаб. Според Брансън традиционният бизнес и неговата единствена цел дотогава – печалбата, са едни от главните причинители за задълбочаването на глобалните проблеми.
В книгата Ричард Брансън разказва различни истории за способни и талантливи хора, които стават богати, но не загубват човечността си, както и за богати бизнесмени, които независимо от световната криза, успяват да задържат успешния си бизнес и да го развиват.
„От деня в който ми хрумна идеята за тази книга, до нейното написване, изминаха седем години. Толкова време ми трябваше, за да осъзная напълно, че макар бизнесът да е мощен двигател за напредъка на човечеството, нито „Върджин“, нито някоя от другите корпорации е направила достатъчно, за да спре стремглавото движение надолу по спиралата, което увлича всички нас. Нещо повече – в много от случаите, както стана ясно от връхлетялата света финансова криза, ние дори сме спомогнали това движение надолу да се ускори. Всички ние сме част от проблема: хабим, прахосваме неразумно, грубо казано – прецакваме нещата. Природните богатства се изчерпват много по-бързо, отколкото могат да се възстановят. Всъщност много от тях – петрол, гори, минерали – никога няма да се възстановят. Веднъж изчерпани, те никога не се появяват отново. Капитализмът – такъв, какъвто го познаваме, появил се в резултат на Индустриалната революция, е направил възможен икономическия напредък на човечеството и е създал много блага за хората, но всичко това си има цена, която няма да откриете в счетоводните книги. Поставянето на акцента върху печалбата е довело до непредвидими отрицателни последици. В продължение на век и половина евтината работна ръка, мизерията, вредите, нанесени на планетата, и замърсените водни басейни са оставали на заден план, когато е ставало въпрос за стремежа към печалби. Нещата обаче се променят.“
Публикувана е на български език през 2012 г. от издателство AMG Publishing.